# Phaedrotoma reptantis
Phaedrotoma reptantis är en stekelart som först beskrevs av Fischer 1957.  Phaedrotoma reptantis ingår i släktet Phaedrotoma, och familjen bracksteklar. Arten är reproducerande i Sverige.